# Raschötzer Bahn
| Raschötzer Bahn            | Raschötzer Bahn                  |
| -------------------------- | -------------------------------- |
| Trasse der Raschötzer Bahn |                                  |
| Länge                      | 2,402 km                         |
| Maximale Steigung          | 46,8 % (25,1°)                   |
| Höhendifferenz             | 818 m                            |
| Tiefster Punkt             | St. Ulrich in Gröden 1304 m      |
| Höchster Punkt             | Raschötzer Alm 2122 m            |
| Talstation                 | 46° 34′ 40,9″ N, 11° 40′ 20″ O   |
| Bergstation                | 46° 35′ 52,4″ N, 11° 40′ 45,8″ O |
| Betriebsart                | elektrisch                       |
| Beförderungsleistung       | 800 Personen pro Stunde          |
| Eröffnung                  | 17. September 2010               |

Die neue Raschötzer Bahn ist eine Standseilbahn, die seit 2010 den Ort St. Ulrich in Gröden (Südtirol) mit der Raschötz verbindet.

## Geschichte
Der erste Sessellift auf die Raschötz wurde von Leo Demetz-Cademia und seinem Vetter Luis Trenker in den Jahren 1951–1952 gebaut. Es war eine der ersten Anstiegsanlagen in den Dolomiten, die auch einen beträchtlichen Höhenunterschied überwand. Die Fahrt durch den Raschötzer Wald dauerte 20 Minuten und war bei angenehmen Wetterverhältnissen ein sehr beruhigendes Erlebnis.
Im Jahr 2009 wurde diese, eine der letzten existierenden 1er-Sesselbahnen mit der letzten Fahrt am 30. August eingestellt, da sie nicht mehr den modernen Bedürfnissen der Sicherheit entsprach und nicht mehr kollaudiert werden konnte.

## Bau der neuen Bahn
Man entschied sich für den Bau einer Standseilbahn, weil ein Sessellift oder eine Umlaufbahn mit entsprechendem Schutz gegen Witterung für die jährliche Instandhaltung zu kostspielig gewesen wäre. An der Talstation wäre auch nicht genug Platz für eine Umlaufbahn-Station gewesen, und man wollte sowohl Fußgänger als auch Mountainbiker oder Familien mit Kinderwagen befördern können, was mit einem 1er-Sessellift nicht möglich gewesen wäre. Der Verlauf der Bahn entspricht der Strecke des alten Sessellifts. Die Seilbahntechnik lieferte das Unternehmen Doppelmayr, die Wagen der Schweizer Hersteller Gangloff.
Die Bahnstrecke verläuft, nach etwa 100 m unterirdisch im Wohnbereich des Dorfes St. Ulrich, immer auf der Ebene des umstehenden Waldgeländes. Nur in der oberen Hälfte musste eine  250 m lange und 20 m hohe Metallbrücke gebaut werden. Vier Unterführungen ermöglichen die Überquerung der Waldstraße, die im Winter eine Naturrodelbahn ist. Die Bergstation und der anliegende Maschinenraum sind mit einer Holzstruktur überdacht. Ungewöhnlich ist der Oberbau in Form einer festen Fahrbahn mit einem durchgehenden Kanal in der Gleismitte, der die Tragrollen des Zugseils aufnimmt.
Es verkehren zwei Wagen, die je 90 Fahrgäste befördern können, die Fahrzeit beträgt etwa 10 Minuten. Auf 1800 m Höhe ermöglicht eine Zwischenstation in der Kreuzungsstelle mit zwei Abtschen Weichen den Ausstieg zum historischen Troi Paian.
Die Raschötzer Bahn ist die längste Standseilbahn Südtirols mit 2402 m Betriebslänge in einer Sektion. Die Mendelbahn bei Kaltern ist 2374 m lang.
Die Inbetriebnahme erfolgte am 17. September 2010.

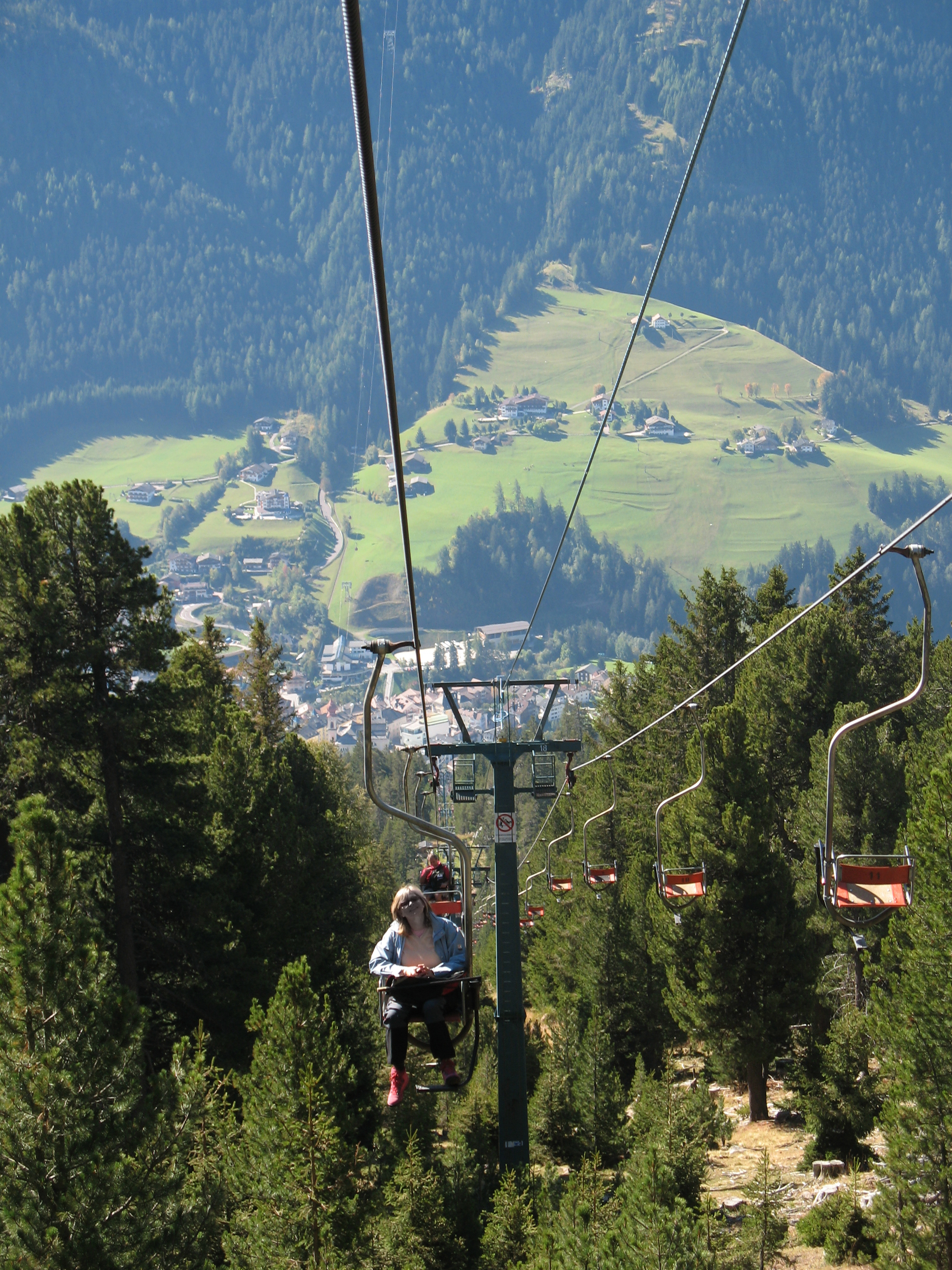
Der alte, durch die neue Bahn ersetzte Sessellift über St. Ulrich
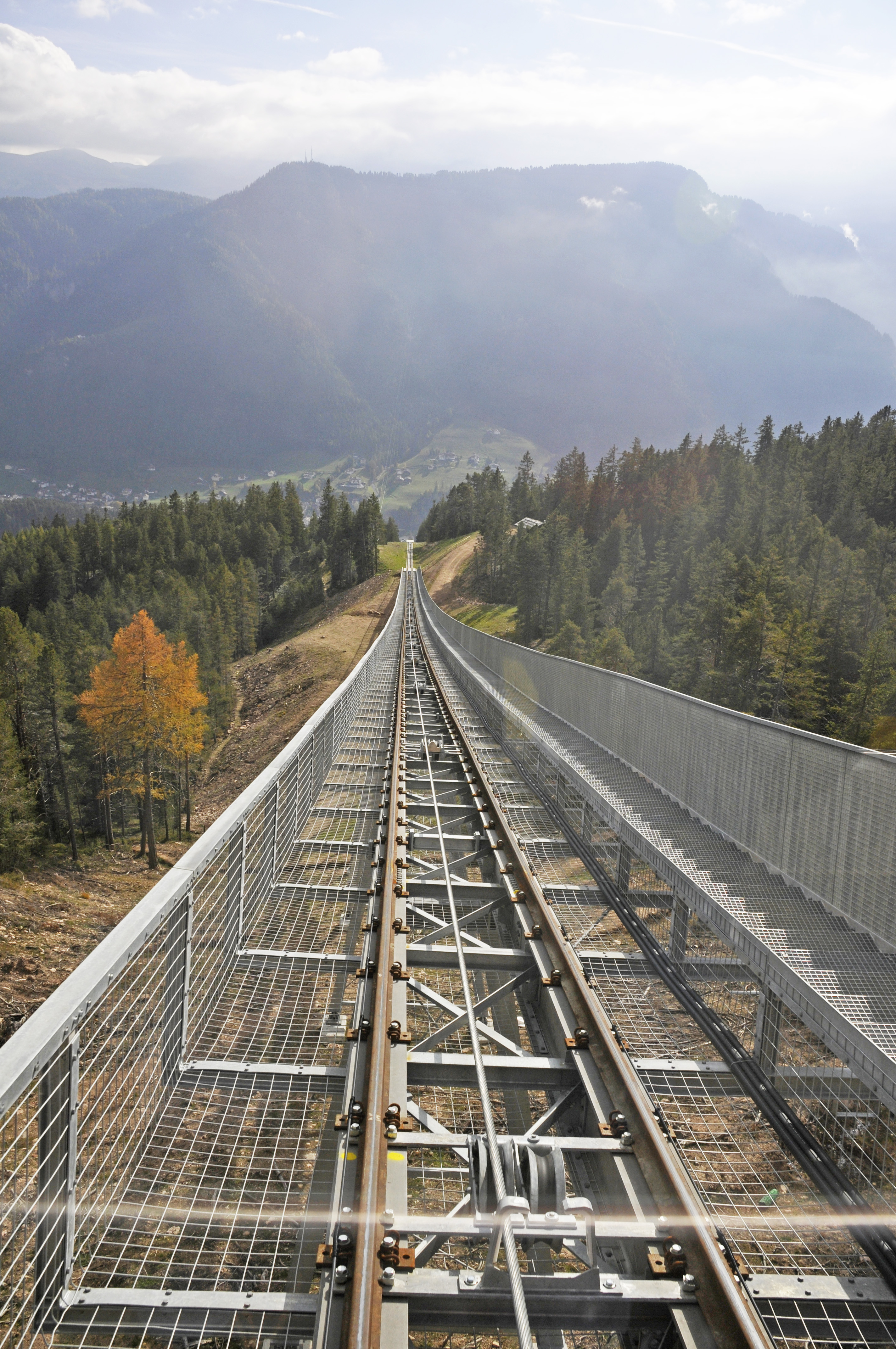
Brücke mit Trasse
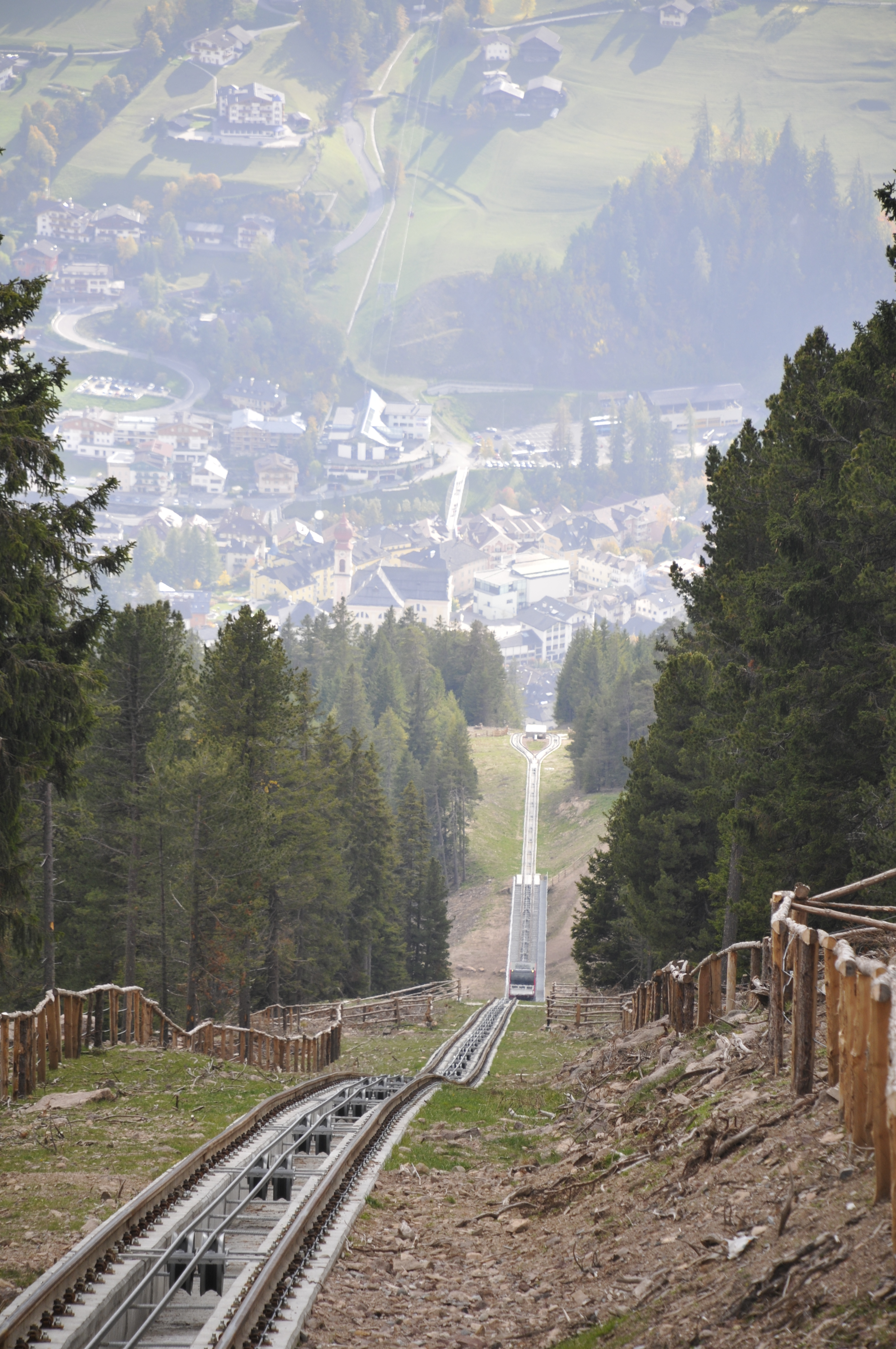
Strecke aus St. Ulrich Gröden
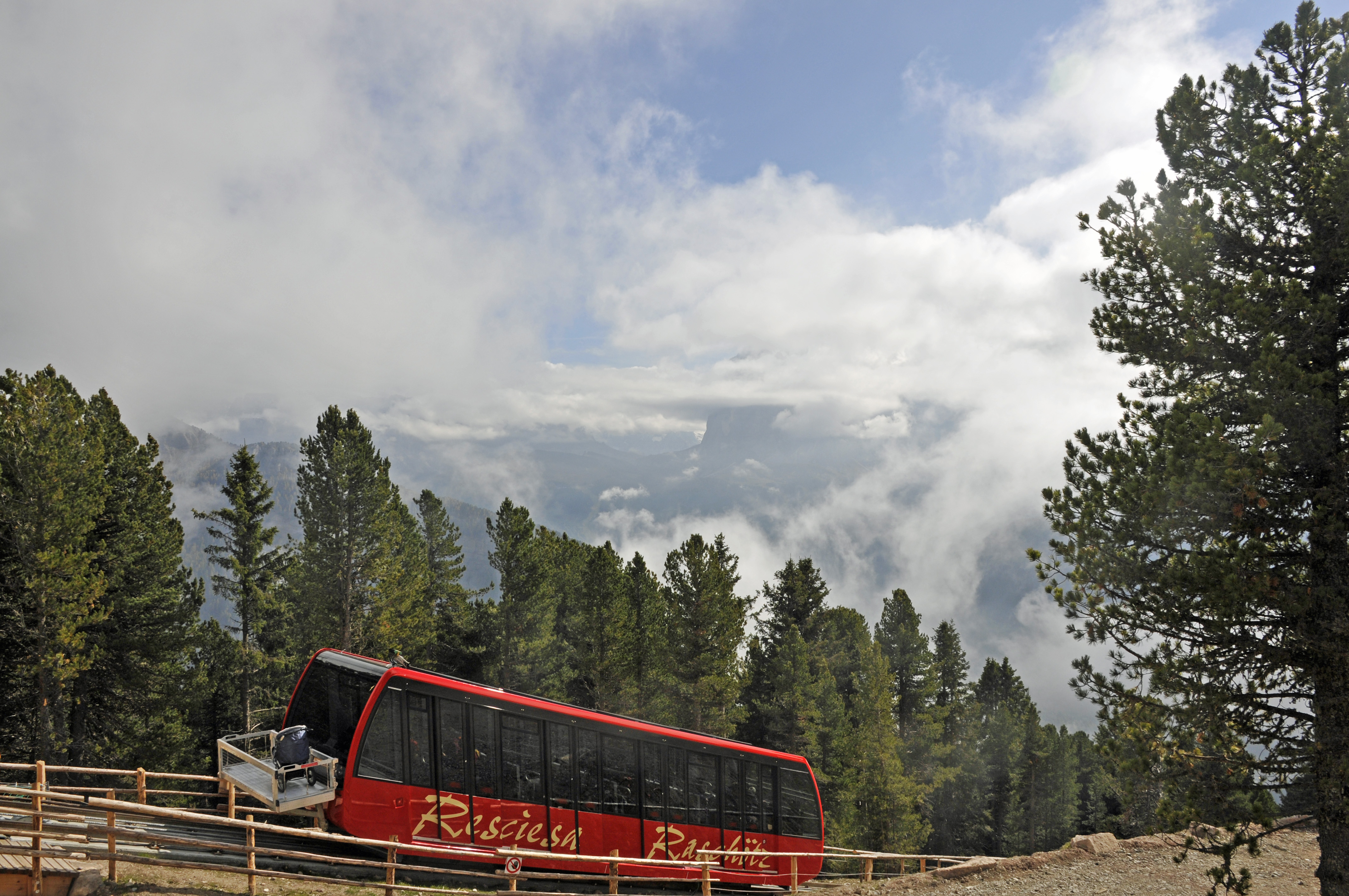
Strecke in St. Ulrich Gröden